# Chaume-et-Courchamp
Chaume-et-Courchamp é uma comuna francesa na região administrativa da Borgonha-Franco-Condado, no departamento de Côte-d'Or. Estende-se por uma área de 8,19 km². Em 2010 a comuna tinha 184 habitantes (densidade: 22,5 hab./km²).